# Plazidus Kobolt
Plazidus Kobolt OSB (* 4. Oktober 1642 in Lindau; † 30. März 1719 in Tannheim) war der 20. Abt der Reichsabtei Ochsenhausen im heutigen Landkreis Biberach in Oberschwaben.

## Leben
Kobolt wurde am 4. Oktober 1642 in Lindau geboren. Am 23. Januar 1660 legte er die Ordensgelübde ab und wurde sieben Jahre später am 24. September 1667 zum Priester geweiht. Acht Jahre bekleidete er das Amt eines Hilfspriesters in Ummendorf und zwei Jahre war er Vertreter des Abtes.
Am 15. Mai 1681 wurde er zum Abt des Klosters erwählt. Die ersten sechs Jahre seiner Amtszeit waren von einer tadellosen Amtsführung geprägt.

## Amtsführung und Geisteskrankheit

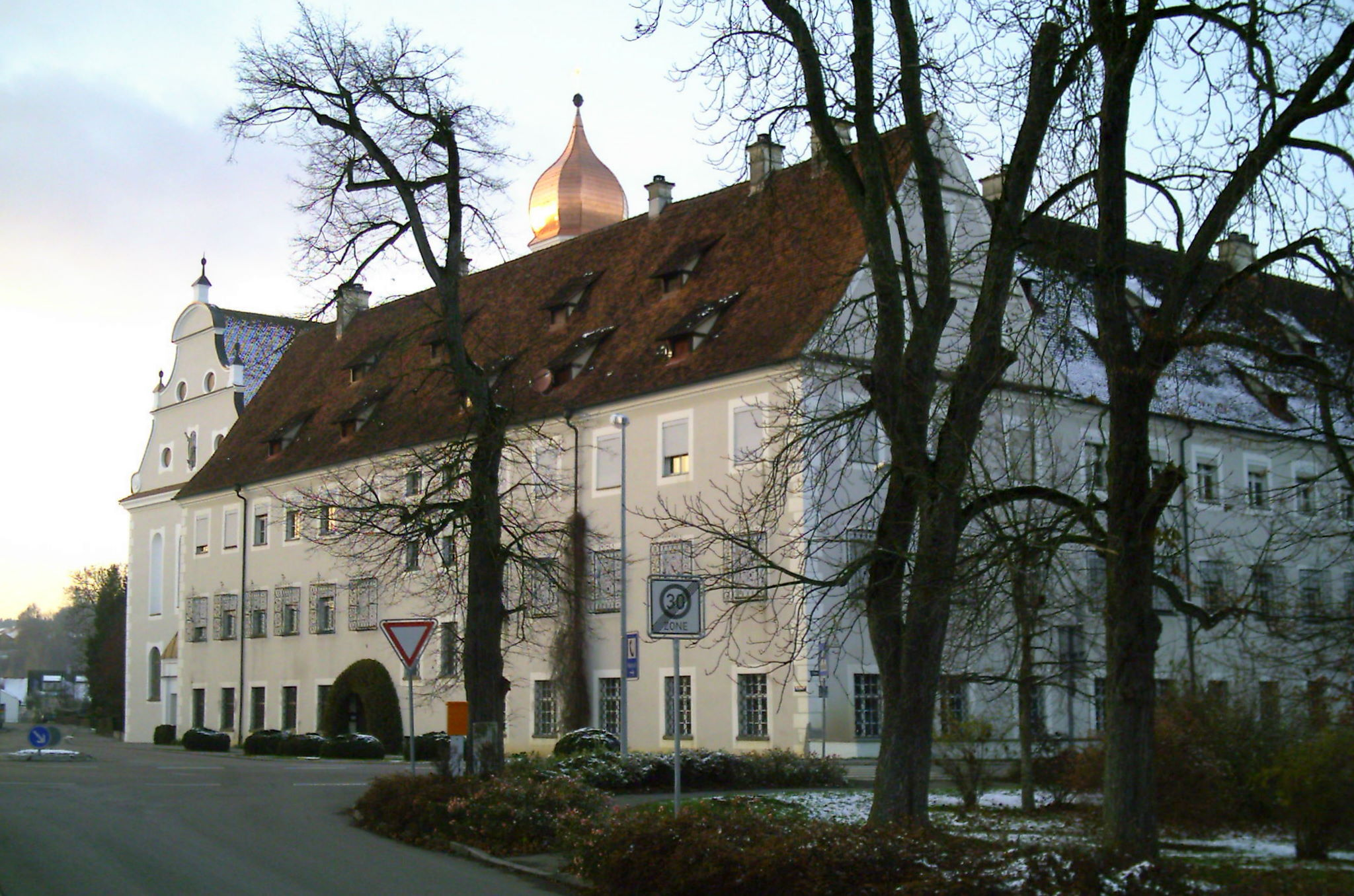
Ochsenhauser Pfleghof

Zunächst beauftragte er 1686 den Schreiner Ferdinand Zech aus Thannhausen das Chorgestühl in der Stiftskirche St. Georg, aus Nussbaum- und Eichenholz zu erneuern. Im Jahre 1686 errichtete er in Kronwinkel die Lorettokapelle. Er erwarb für 400 Gulden eine vollständige Theater Dekoration vom Hochstift der Benediktiner St. Ulrich in Augsburg und errichtete dafür einen Raum im Kloster. Im Jahre 1688 kaufte er im Auftrag des Klosters Schloss Horn in der Eidgenossenschaft für 17.000 Gulden. Auch das Klosterwaschhaus außerhalb der Klostermauern stammt aus seiner Amtszeit. Er verfügte, dass alle weiblichen Dienstleute das Kloster nicht betreten durften.
Im sechsten Jahr seiner Amtszeit erkrankte Kobolt an einer Krankheit des Geistes. Der Chronist Geisenhof mutmaßt, dass die vielen nächtlichen Reisen nach Rottweil, Ulm, Augsburg und Memmingen dazu führten. Am 14. Mai 1689 wurde Abt Plazidus vom Konvent des Klosters abgewählt.
Er lebte danach noch dreißig Jahre und erhielt in der Zeit eine Pension, die sich mit den Jahren auf  60.000 Gulden aufsummierte. Er verbrachte seine meiste Zeit auf dem Amtssitz des Klosters in Ummendorf, später im Territorium der Reichsabtei Weingarten. Im Jahre 1719 verzog er an den Amtssitz des Klosters Ochsenhausen nach Tannheim, wo er am 30. März desselben Jahres verstarb.